# Babice (województwo podkarpackie)

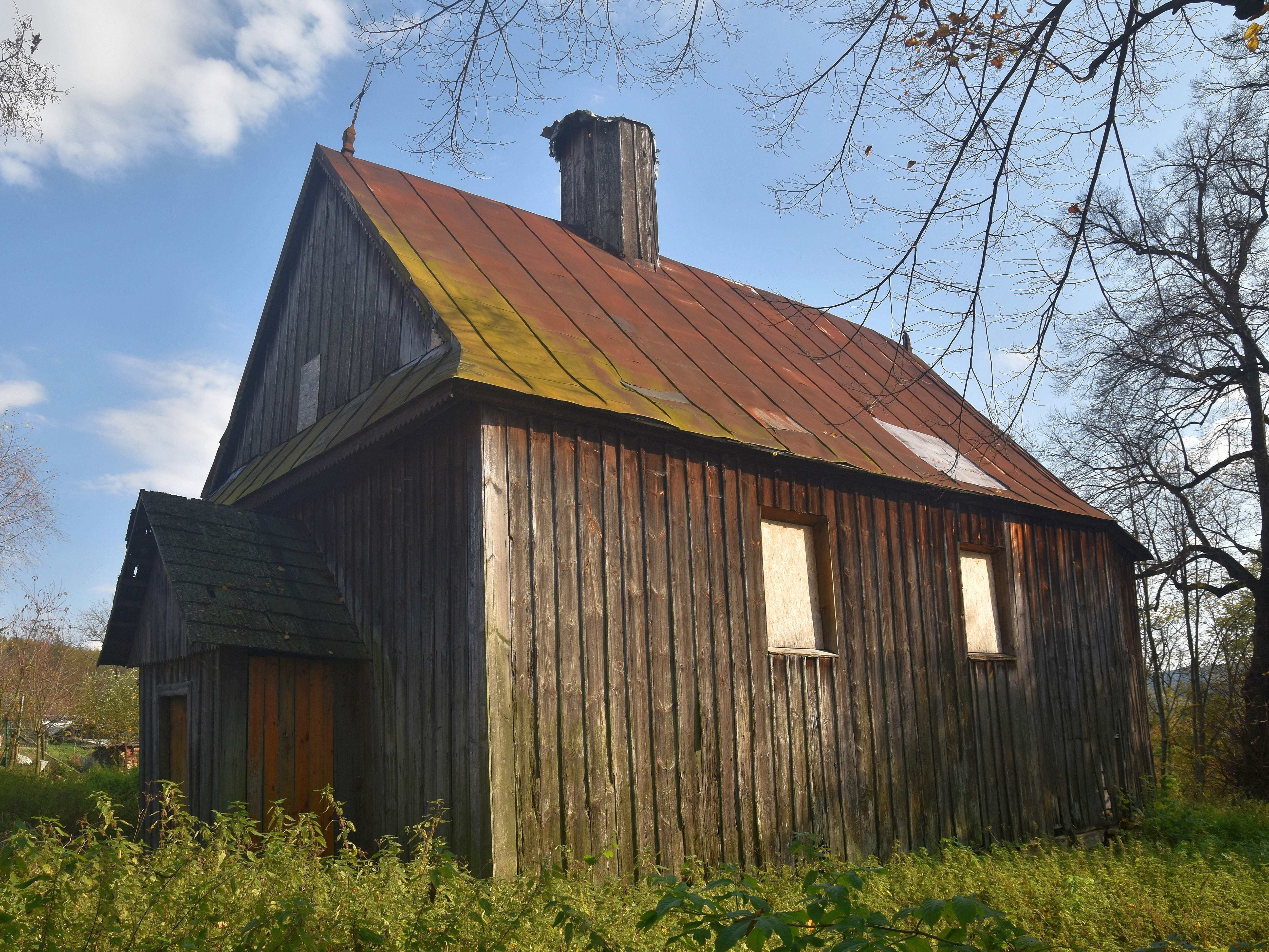
Zabytkowa cerkiew

Babice (daw. Babice nad Sanem) – wieś (dawniej miasteczko) w Polsce położona w województwie podkarpackim, w powiecie przemyskim, w gminie Krzywcza. Leży nad rzeką San.
Dobra tabularne Heleny i Józefa Jaruzelskich, położone w 1905 roku w powiecie przemyskim Królestwa Galicji i Lodomerii.
Babice uzyskały lokację miejską przed 1484 rokiem, zdegradowane w 1918 roku.
| SIMC    | Nazwa                 | Rodzaj     |
| ------- | --------------------- | ---------- |
| 0605039 | Pasternik             | część wsi  |
| 0605074 | Półanki               | przysiółek |
| 0605045 | Przedmieście Babickie | część wsi  |
| 0605051 | Przewóz               | część wsi  |
| 0605068 | Zawada                | część wsi  |

## Historia
Historyczne nazwy ; Babicze oppido 1484, Babycza 1489, Babicza 1508, Babica 1772. Od 1340 do 1772 ziemia sanocka, województwo ruskie, miasto lokowane na prawie magdeburskim w II poł. XV wieku(nm. Babitz). Do 1914 gmina Krzywcza, pow. przemyski, pow. podatkowy Przemyśl, austriacka Prowincja Galicja.
Ponoć już w 1416 r. pierwszy wójt Sobek Lach bronił miasteczko przed Tatarami. W latach następnych przez nich napadane i palone uległo całkowitemu zniszczeniu. W 1479 r. Jan Kmita z Dubiecka sprzedał Babice kasztelanowi lubuskiemu Dobiesławowi Kmicie, którego syn Stanisław Kmita Woj. ruski odbudował miasteczko po roku 1508. Jego następcą był Piotr Kmita, kasztelan krakowski, właściciel Bachowa, Leska, Wiśnicza, jeden z najbogatszych i bardziej wpływowych ludzi ówczesnej Polski. Już w tym okresie miejscowość posiadała wodociągi. Babice uzyskały duże znaczenie handlowe. W 1553 r. król Zygmunt August nadał tutejszym mieszczanom przywilej wolności od ceł na komorach i stanowiskach królewskich, rozszerzony przez Stefana Batorego. Po śmierci Piotra Kmity i jego żony Barbary z Herbutów część dóbr otrzymał Jerzy Stadnicki syn Mikołaja i Katarzyny z Mniszchów, który odsprzedał w 1588 r. Bachów wraz z Babicami Stanisławowi Tarnowskiemu. W 1602 r. Tarnowscy sprzedali te dobra Janowi Tomaszowi Drohojowskiemu, od którego nabył je jego szwagier Mikołaj Wolski. W 1624 r. okolice Babic jeszcze raz spustoszyli Tatarzy zabierając wielu mieszkańców w jasyr. W 1645 r. klucz bachowski z Babicami otrzymał Felicjan Grochowski, kasztelan przemyski, którego syn odstąpił dobra Ossolińskim. Później w 1643 r. sejm zezwolił na składowanie win węgierskich w Babicach. W 1653 r. na apel Jana Kazimierza sejmik w Sądowej Wiszni uchwalił wystawienie z ziemi sanockiej jednego konnego żołnierza od każdych 12 łanów, a jednego pieszego – od każdych 20 domów w miastach. Babice wystawiły wtedy jednego piechura. Po "Potopie szwedzkim" w Babicach zostali osadzeni schwytani wcześniej do niewoli żołnierze szwedzcy (prawdopodobnie Finowie) którzy nigdy nie byli chłopami pańszczyźnianymi. Po ich pobycie w Babicach pozostała nazwa topograficzna "Na Szwedach", znajdująca się na wysokości Zawady po drugiej stronie Sanu w kierunku wschodnim. Później właścicielami miasteczka byli kolejno Grabieńscy, Gorzkowscy, Pinińscy i w roku 1876 Zdzisław hr. Dembiński. W drugiej połowie XVIII w. w związku z wybudowaniem nowego traktu z Krosna i Dynowa do Przemyśla rola Babic zwiększyła się. Odbywały się tu głównie jednodniowe jarmarki na bydło, drób i jaja – w dniach 6 I, 4 V, 24 VIII, 25 IX.
2 listopada 1848 r. spłonął drewniany ratusz, a wraz z nim wszelkie księgi miejskie, dokumenty i przywileje. Pod koniec XIX w. miasteczko podupadło, ludność utrzymywała się z rolnictwa i żeglugi na Sanie.
17 kwietnia 1886 spłonęły szkoła, kościół łaciński, plebania wraz z budynkami gospodarskimi, w ogóle 19 budynków mieszkalnych i 20 zabudowań gospodarskich.
Na wzgórzu pokrytym resztkami parku krajobrazowego, w zachodniej części Babic, zachował się zespół dworski z 2 połowy XIX w. obejmujący: drewniano-murowany dwór, murowany spichlerz oraz murowaną kuźnię dworską z oryginalnymi "skręcanymi" kolumnami portyku.
Dwór został wybudowany za czasów hr. Dębickiego, następnymi właścicielami była rodzina Jaruzelskich, a po nich Jadwiga Jarosz-Radomska.
Na początku 1938 otwarto szkołę w Półankach.
W latach 1954–1972 wieś należała i była siedzibą władz gromady Babice. W latach 1975–1998 miejscowość administracyjnie należała do województwa przemyskiego.

## Wyznania
Od roku 1745 parafia greckokatolicka w Stupnicy, murowana, konsekrowana w roku 1794 pw. Św. Trójcy.
Parafia rzymskokatolicka w miejscu, dekanat przemyski, w roku 1876 liczyła 1124 parafian, do roku 1507 parafia łacińska mieściła się w miasteczku Stupnica (Stupnica lub Stupnik pod koniec XIX wieku to przysiółek przy wsi Bachów) po zgodzie króla wojewoda Stanisław Kmita przeniósł parafię do Babic.
W roku 1745 w Babicach mieszkało ok. 40 Żydów, mieli mykwę oraz posiadali dwa domy w miasteczku. Należeli do gminy wyznaniowej w Krzywczy. W roku 1913 w miasteczku mieszkało już 350 Żydów a w roku 1921 tylko 39. W okresie międzywojennym należeli do przemyskiej gminy wyznaniowej. Miejsce straceń babinieckich Żydów znajduje się w pobliskim Heluszu.

## Demografia
- w roku 1876 w Babicy mieszkało 623 mieszkańców, w tym : 363 katolików, 251 grekokatolików, oraz 9 Żydów,

## Archeologia
Badania przeprowadzone przez archeologów (M.Parczewski, A.Koperski) na terenie Babic doprowadziły do zlokalizowania 2 stanowisk z okresu prahistorycznego. Inne badania (Kunysz, Żakiewicz) stwierdzają, że w okresie wczesnośredniowiecznym być może istniało w Babicach grodzisko, a jego lokalizację określono teren dawnego cmentarza. Teren ten posiada z trzech stron strome zbocze, w rzucie poziomym przypomina nierównomierny trójkat o średnicy ok. 120 – 150 m. Chociaż z topografii terenu ta hipoteza jest prawdopodobna to badania powierzchniowej jej nie potwierdziły. Drugim miejscem identyfikowanym jako grodzisko jest cypel po północnej stronie szosy wylotowej do Przemyśla, naprzeciwko kapliczki. Cypel ten odcięty jest od zachodu jarem, w którym biegnie droga polna. Badania powierzchniowe (Kunysz, Parczewski) nie potwierdziły jednak tej hipotezy. Jedyna przesłanką przemawiającą o istnieniu grodziska pochodzi notka o Babicach z roku 1531 mówiąca o istnieniu miejsca w Babicach o nazwie "Horodiszcze".

## Zabytki
- Cerkiew Zaśnięcia Bogurodzicy w Babicach
- Zespół dworski[10].
- Kapliczka św. Krzysztofa nad Sanem z pocz. XIX w.[11]

## Sport
19 lipca 2004 roku w miejscowości powstał Parafialny Klub Sportowy UNUM, w głównej mierze z inicjatywy Proboszcza Parafii Babice – ks. Stanisława Siuzdaka. Przez pierwszy rok istnienia drużyna rozgrywała swoje mecze na stadionie w Krzywczy. W sierpniu 2005 roku do użytku oddano stadion w Babicach z trybunami na 800 osób i budynkiem klubowym, a całość kompleksu ogrodzona została siatką. Jesienią 2010 roku zamontowano na stadionie sześć masztów oświetleniowych. Klub prowadzi sekcję piłki nożnej: seniorzy i juniorzy. Barwami klubu są kolory: żółto-biało-czerwone. Prezesem klubu jest Zbigniew Korytko, który objął stanowisko w wyniku Walnego Zgromadzenia PKS UNUM Babice z dnia 9 stycznia 2009 roku. Obecnym szkoleniowcem drużyny seniorów jest Zbigniew Duchniak (od 1.08.2014r,), który zastąpił na tym stanowisku ks. Stanisława Siuzdaka, natomiast kierownikiem drużyny, niezmiennie od 2004 roku, jest Janusz Chruścicki. Klub w sezonie 2004/2005 i 2005/2006 występował w B Klasie grupie przemyskiej. Od sezonu 2006/2007 popularni UNUMiści występowali na boiskach A Klasy gr. Przemyśl. Zespół seniorów w sezonie 2008/2009 zdobył w rozgrywkach ligowych tylko 10 punktów i spadł do B Klasy. Zarząd klubu zdecydował jednak na przenosiny drużyny do grupy przeworskiej. W sezonie 2009/2010 piłkarze z Babic zajęli 4. miejsce w rozgrywkach ligowych B Klasy, a do awansu do A Klasy zabrakło tylko 2 punktów. W sezonie 2010/2011 drużyna zajęła pierwsze miejsce w lidze i awansowała do przeworskiej A Klasy. W sezonie 2011/2012 seniorzy UNUM uplasowali się na 8. miejscu w tabeli. Klub nieprzerwanie występuje  w klasie A grupy Przeworsk (sezon 2022/2023).